# Platanthera stapfii
Platanthera stapfii är en orkidéart som beskrevs av Friedrich Fritz Wilhelm Ludwig Kraenzlin och Robert Allen Rolfe. Platanthera stapfii ingår i släktet nattvioler, och familjen orkidéer. Inga underarter finns listade i Catalogue of Life.